# ليندا داي جورج
ليندا داي جورج (بالإنجليزية: Lynda Day George)‏ هي ممثلة أمريكية، ولدت في 11 ديسمبر 1944 في الولايات المتحدة.

## أعمال

### مسلسلات
- ميشين إمبوسيبول

## وصلات خارجية
- ليندا داي جورج على موقع IMDb (الإنجليزية)
- ليندا داي جورج على موقع ألو سيني (الفرنسية)
- ليندا داي جورج على موقع أول موفي (الإنجليزية)
- ليندا داي جورج على موقع قاعدة بيانات الأفلام السويدية (السويدية)
- ليندا داي جورج على موقع إن إن دي بي (الإنجليزية)
- ليندا داي جورج على موقع قاعدة بيانات الفيلم (الإنجليزية)
- ليندا داي جورج على موقع كينوبويسك (الروسية)